# Clase Makassar
Los Clase Makassar son una serie de buques de asalto anfibio de tipo LPD  que fueron diseñados por el astillero Daesun Shipbuilding & Engineering, sita en Busan (Corea del Sur) para la Marina indonesia. Las dos primeras fueron construidas por los propios astilleros DaeSun, y los dos siguientes por la empresa PT PAL (Persero) de Indonesia. El astillero peruano SIMA Callao construye dos Makassar modificados para la Marina de Guerra de Perú, y PT PAL (Persero) otros dos para la Armada Filipina (ver Exportación)
Indonesia hizo un pedido 150 millones de dólares estadounidenses a la empresa comercial coreana Daewoo International Corporation en diciembre de 2004 por cuatro buques de guerra a través de la línea de crédito de exportación. Los dos primeros buques de guerra en virtud del contrato se construyeron en Busan, Corea del Sur, por el propio DaeSun. 
En el 2005 Daewoo International colocó un contrato de construcción naval con el astillero indonesio PT PAL (Persero) para las unidades tercera y cuarta, que los construyó y entregó a la Marina Indonesia con la asistencia técnica de Daesun.
Los LPD clase Makassar se pueden desplegar en operaciones anfibias o como transporte de equipos, carga y personal militar. Los barcos también se pueden utilizar en las operaciones humanitarias y desastres naturales. 
Los dos primeros barcos se basan en la clase LPD Tanjung Dalpele. Las unidades tercera y cuarta se modificaron al añadir sistemas de mando y control, con un cañón de 57 mm y sistemas de defensa antiaérea. El diseño también incorporó tecnología semi-stealth. 
Todos los LPD están equipadas con sistemas de información de combate y sistemas de comunicación para operar incorporado a un grupo de buques de guerra. Los barcos están armados para proteger el desembarco de tropas, vehículos de combate y helicópteros. 
Los KRI Makassar y Surabaya tienen una longitud de 122 metros, ancho de 22 metros y calado de 4,9m. Los buques restantes son de 3 m más largos que los fabricados en Corea. El desplazamiento de la clase Makassar es de 7300 t.

## Exportación
En el 2012, la Marina de Guerra del Perú (MGP) seleccionó a este buque como futuro BMP (buques multipropósito). 
En el 2013 Daewoo International firmó un contrato valorado en unos 115 millones de dólares estadounidenses con el astillero estatal SIMA del Perú para construir un derivado de la Clase Makassar original, al que siguió otro en 2015 para construir otra unidad.
Los buques, bautizados como BAP Paita y BAP Pisco, estarán armados con una pieza principal OTO-Breda de 40mm (bitubo)y dos cañones de defensa cercana  de 12.7 mm. 
La Armada de Filipinas seleccionó a este buque como futuro SSV (strategic sea-lift vessel) y decidió adquirir 2 buques de la Clase Makassar a PT PAL (Persero).
El contrato por un valor de 3.870.000.000 pesos filipinos fue firmado en enero del 2014.
La quilla del primero, BRP Tarlac, se puso en junio de 2015, y el buque se botó enero de 2016. La quilla del segundo se puso en enero de 2016.

## Lista de buques
| Nombre            | Numeral | País                 | Astillero           | Puesto en grada         | Botado                   | Asignado                |
| ----------------- | ------- | -------------------- | ------------------- | ----------------------- | ------------------------ | ----------------------- |
| KRI Makassar      | 590     | Bandera de Indonesia | Daesun Shipbuilding | --                      | 7 de diciembre de 2006   | 29 de abril de 2007     |
| KRI Surabaya      | 591     | Bandera de Indonesia | Daesun Shipbuilding | 7 de diciembre de 2006  | 23 de marzo de 2007      | 1 de agosto de 2007     |
| KRI Banjarmasin   | 592     | Bandera de Indonesia | PT PAL              | 19 de octubre de 2006   | 28 de agosto de 2008     | 28 de noviembre de 2009 |
| KRI Banda Aceh    | 593     | Bandera de Indonesia | PT PAL              | 7 de diciembre de 2013  | 19 de marzo de 2010      | 21 de marzo de 2011     |
| KRI Semarang      | 594     | Bandera de Indonesia | PT PAL              | 28 de agosto de 2017    | 3 de agosto de 2018      | 21 de enero de 2019     |
| BAP Pisco         | 156     | Bandera de Perú      | SIMA                | 12 de julio de 2013     | 25 de abril de 2017      | 6 de junio de 2018      |
| BAP Paita         | 157     | Bandera de Perú      | SIMA                | 21 de diciembre de 2017 | 9 de diciembre de 2022   | (no definido)           |
| BRP Tarlac        | LD-601  | Bandera de Filipinas | PT PAL              | 22 de enero de 2015     | 18 de enero de 2016      | 1 de julio de 2016      |
| BRP Davao del Sur | LD-602  | Bandera de Filipinas | PT PAL              | 5 de junio de 2015      | 29 de septiembre de 2016 | 31 de mayo de 2017      |
| UMS Moattama      | 1501    | Bandera de Birmania  | Daesun Shipbuilding | --                      | julio de 2019            | --                      |

### Buques similares
• Clase Foudre
• Clase Galicia
• Clase San Giorgio